# الولاية التاريخية الثالثة
الولاية التاريخية الثالثة هي إحدى الولايات السبع للحرب الجزائرية في القبايل.

## تاريخ
جغرافيا، الولاية التاريخية الثالثة ممتدة من بومرداس إلى واد أغريون في سوق الاثنين على حافة البحر المتوسط ؛ إلى الشرق من سوق الإثنين إلى سطيف بإتباع خط الطريق الوطني رقم 9 حتى بوسعادة. من الجنوب، من بوسعادة إلى سور الغزلان ومدينة البويرة، ومن الغرب، من البويرة إلى بومرداس عبر الأخضرية.
إنها عبارة عن كتلة من الجبال الوعرة، تقطعها بالأنهار والجداول وتُقسم إلى قسمين بواسطة الأخدود العميق لنهر الصومام، الذي يفصل منطقة القبائل الكبرى، التي تواجه الغرب، ومنطقة القبائل الصغرى التي تواجه الشرق.

## القادة

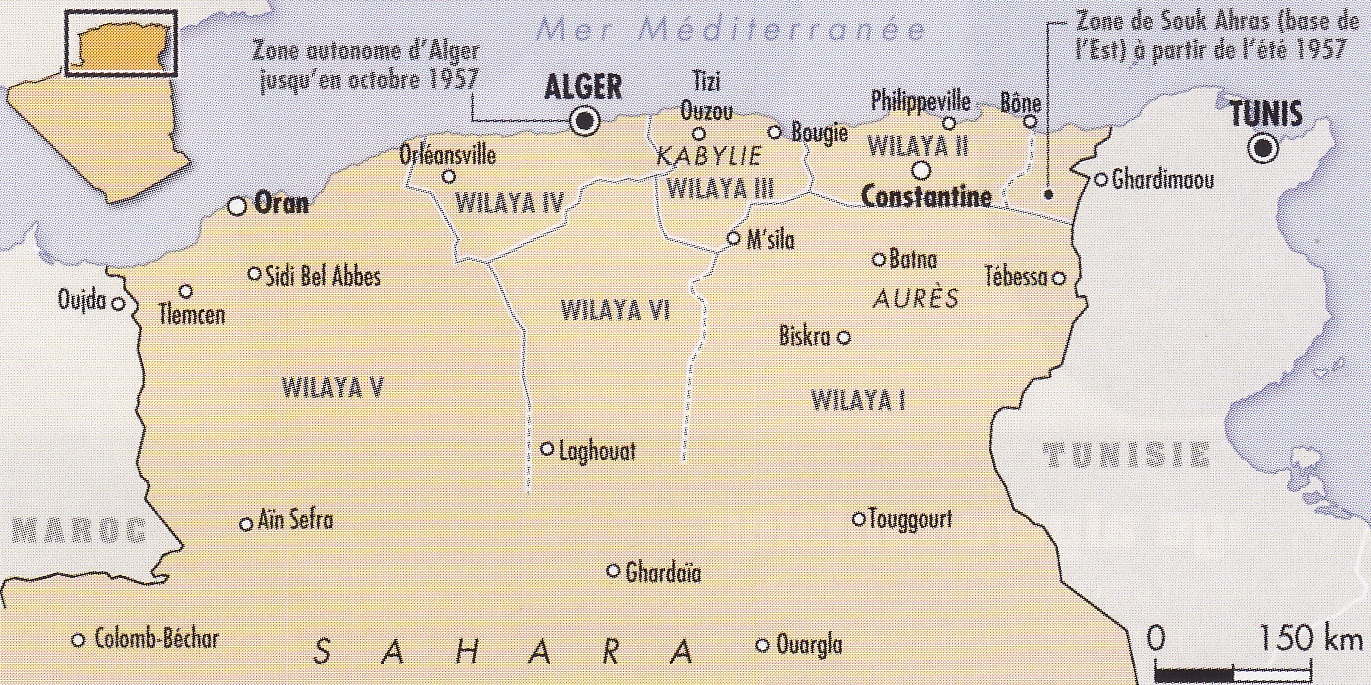
خريطة لتقسيم الأراضي الجزائرية في 6 ولايات تاريخية تم وضعها خلال مؤتمر سومم عام 1956.

| البداية       | النهاية       | الصورة | العقيد             | الولاية التاريخية [الفرنسية] |
| ------------- | ------------- | ------ | ------------------ | ---------------------------- |
| 1954          | 1957          |        | كريم بلقاسم        | الولاية التاريخية الثالثة    |
| 1957          | 1957          |        | السعيد محمدي       | الولاية التاريخية الثالثة    |
| 11 مارس       | صائفة 1957    |        | محند أمزيان إعزورن | الولاية التاريخية الثالثة    |
| صائفة 1957    | 29 مارس 1959  |        | عميروش آيت حمودة   | الولاية التاريخية الثالثة    |
| 29 مارس 1959  | 6 نوفمبر 1959 |        | عبد الرحمان ميرة   | الولاية التاريخية الثالثة    |
| 6 نوفمبر 1959 | 1962          |        | محند أولحاج        | الولاية التاريخية الثالثة    |